# 스트로베리 온 더 쇼트케이크
《스트로베리 온 더 쇼트케이크》(ストロベリー・オンザ・ショートケーキ)는 2001년 1월 12일 ~ 2001년 3월 16일까지 TBS에서 방송된 드라마. 시간은 매주 금요일 밤 10시 ~ 10시 54분까지. 주연은 타키자와 히데아키, 후카다 쿄코. 총 10회. 평균 시청률 17.3%, 최고 시청률 18.4%를 기록하였다.

## 개요
세상에 자신을 타협하지 않고 살아가는 마나토(타키자와 히데아키)는 어느날 아빠가 재혼하면서, 여동생 유이(후카다 쿄코)와 같은 집에서 살기 시작한다. 마나토를 짝사랑하는 하루카(우치야마 리나), 유이를 사랑하는 마나토, 유이가 짝사랑하는 사에키(쿠보츠카 요스케), 사에키가 사랑하는 마리코(이시다 유리코)…이런 얽힌 사랑과 성장을 그린 이야기.
드라마 제목 스트로베리 온 더 쇼트케이크(Strawberry On the Shortcake)의 앞 알파벳을 각각 따서‘S.O.S.’라고 표기하며, 주제곡과 같기도 하다. 또, S.O.S.라는 의미는 이 주인공들이 일상의 생활에서 ‘도움을 요청하는 신호’이기도 하다.

## 캐스팅
이리에 마나토：타키자와 히데아키
18세. 지루한 일상을 보내는 있다고 생각한다. 학교에서 친구도 없고, 이지메를 당하고 있지만 별로 개의치 않는다. 오히려 자신이 이미제를 당해주고 있다고 생각한다. 어느날,자신 앞에 나타난 신비한 소녀 유이에게 끌리지만 유이는 그의 여동생이 돼버린다.
미사와 유이：후카다 쿄코
17세. 열정적이고 엉뚱하지만 순수한 소녀. 마나토의 아버지와 자신의 어머니가 재혼을 해 마나토의 동생이 된다. 이리에와 동급생인 사에키 테츠야에게 마음을 뺐겨, 짝사랑한다.
사와무라 하루카：우치야마 리나
18세. 마나토의 동급생으로 옆집에 살고있다. 겉으로 내색하지 않지만, 부모님의 사이가 좋지 않아 마음이 복잡하다. 아니다 마나토를 좋아한다.
사에키 테츠야：쿠보즈카 요스케
20세. 마나토와 같은 학년이지만 실제 나이는 2년 많다. 담임인 마리코를 좋아해서 몸이 안 좋다는 이유로 2년간 유급했다. 유이가 적극으로 구애하고 있지만, 마리코를 잊지 못한다.
아사미 마리코：이시다 유리코
28세. 마나토의 담임. 사에키와는 불륜의 관계로 있다. 하지만 그와의 관계를 벗어나 떠나려고 한다.
이리에 켄고：나가시마 토시유키
43세. 마나토의 아버지.이혼남.미사와 유리에와 결혼 이전에는 조금 딱딱하고 가부장적인 가장이었지만, 미사와 유리에와 결혼 후에는 누구보다 이해심이 많은 아버지로 바뀌어간다.
미사와 유리에：오카다 나나
43세. 전 남편을 교통사고로 잃고 외동딸인 유이와 함께 살고 있다. 오랜만에 참석한 동창회에서 만난 이리에 켄고와 재혼한다. 니가타에서 상경해 이리에 가문에서 새로운 생활을 시작한다. 지병으로 세상을 떠나 비운의 인물이 됐다.

## 관련음반
- 여는곡/닫는곡 모두 ABBA의 노래를 써서 화제가 되었다.

### 여는곡
- ABBA / Chiquitita

### 닫는곡
- ABBA / SOS

### Original Sound Tracks
1. CHIQUITITA
2. T’s Waltz
3. S.O.S.
4. Impulsive Whisper
5. Love Letter
6. CHIQUITITA
7. T’s Waltz
8. S.O.S.
9. Lazy Anxiety
10. CHIQUITITA
11. Spring Stream
12. T’s Waltz
13. CHIQUITITA
14. S.O.S.
15. Heart’s Filter
16. S.O.S.
17. CHIQUITITA
18. T’s Waltz

## 부제·시청률
| 각 화                                                        | 방송일          | 부제                        | 시청률 |
| ------------------------------------------------------------ | --------------- | --------------------------- | ------ |
| 제1화                                                        | 2001년 1월 12일 | 영원의 짝사랑               | 17.8%  |
| 제2화                                                        | 2001년 1월 19일 | 딸기의 키스                 | 18.4%  |
| 제3화                                                        | 2001년 1월 26일 | 섹스의 이상함               | 17.1%  |
| 제4화                                                        | 2001년 2월 2일  | 좋아하는 사람은 누구입니까? | 17.2%  |
| 제5화                                                        | 2001년 2월 9일  | 그가 여동생을 안은 아침     | 15.7%  |
| 제6화                                                        | 2001년 2월 16일 | 비의 발렌타인               | 17.8%  |
| 제7화                                                        | 2001연 2월 23일 | 거짓말과 질투               | 17.0%  |
| 제8화                                                        | 2001년 3월 2일  | 멀어져 가는 두 명           | 17.2%  |
| 제9화                                                        | 2001년 3월 9일  | 도와주세요 여동생을         | 16.8%  |
| 제10화                                                       | 2001년 3월 16일 | 눈의 나라의 SOS             | 17.8%  |
| 평균 시청률 17.3%(시청률은 간토 지방 비디오 리서치에서 조사) |                 |                             |        |

## 기타
주인공의 이름인 ‘마나토’는, 노지마 신지가 각본을 맡은 2000년 드라마 《푸드 파이트》의 출연 배우 아키바마나토를 생각하고 지은 것이다.